# تانيا جولد
تانيا جولد (بالإنجليزية: Tanya Gold)‏ هي صحفية ومؤلفة بريطانية، ولدت في 31 ديسمبر 1973 في المملكة المتحدة.